# Gmunden (district)
Het politieke district Bezirk Gmunden in de Oostenrijkse deelstaat Opper-Oostenrijk ligt in het centrum van Oostenrijk, in het zuiden van de deelstaat. Het district grenst zowel aan de deelstaten Stiermarken en Salzburg. Het heeft ongeveer 100.000 inwoners. Bezirk Gmunden bestaat uit een aantal steden en gemeenten, die hieronder zijn opgesomd.

## Onderverdeling

### Steden (met het aantal inwoners)
1. Bad Ischl (14.081)
2. Gmunden (13.184)

### Gemeenten
1. Altmünster (9445)
2. Bad Goisern am Hallstättersee (7602)
3. Ebensee (8452)
4. Hallstatt (946)
5. Laakirchen (9130)
6. Sankt Wolfgang im Salzkammergut (2798)
7. Vorchdorf (7265)
8. Gosau (1944)
9. Grünau im Almtal (2111)
10. Gschwandt (2424)
11. Kirchham (1913)
12. Obertraun (766)
13. Ohlsdorf (4528)
14. Pinsdorf (3443)
15. Roitham am Traunfall (1996)
16. Sankt Konrad (1030)
17. Scharnstein (4533)
18. Traunkirchen (1764)